# Virke socken
Virke socken i Skåne ingick i Harjagers härad och området ingår sedan 1971 i Kävlinge kommun och motsvarar från 2016 Virke distrikt.
Socknens areal är 7,06 kvadratkilometer varav 7,01 land. År 2000 fanns här 63 invånare.  Kyrkbyn Virke med sockenkyrkan Virke kyrka ligger i socknen. 

## Administrativ historik
Socknen har medeltida ursprung. 
Vid kommunreformen 1862 övergick socknens ansvar för de kyrkliga frågorna till Virke församling och för de borgerliga frågorna bildades Virke landskommun. Landskommunen uppgick 1952 i Harrie landskommun som upplöstes 1969 då denna del uppgick i Kävlinge köping som ombildades 1971 till Kävlinge kommun. Församlingen uppgick 2006 i Kävlinge församling.
1 januari 2016 inrättades distriktet Virke, med samma omfattning som församlingen hade 1999/2000.  
Socknen har tillhört län, fögderier, tingslag och domsagor enligt vad som beskrivs i artikeln Harjagers härad. De indelta soldaterna tillhörde Norra skånska infanteriregementet, Onsjö kompani och Skånska husarregementet, Landskrona skvadron, Landskrona kompani.

## Geografi
Virke socken ligger väster om Eslöv. Socknen är en odlad slättbygd på Lundaslätten.

## Fornlämningar
Tre boplatser från stenåldern är funna. Från bronsåldern finns två gravhögar.

## Namnet
Namnet skrevs 1358 Wirköghe och kommer från kyrkbyn och tidigare en gård. Efterleden innehåller hög. Förleden innehåller virke i betydelsen 'försvarsanläggning'..